# Seltz (Francja)
Seltz – miejscowość i gmina we Francji, w regionie Grand Est, w departamencie Dolny Ren.
Według danych na rok 1990 gminę zamieszkiwały 2584 osoby, a gęstość zaludnienia wynosiła 123 osób/km² (wśród 903 gmin Alzacji Seltz plasuje się na 97. miejscu pod względem liczby ludności, natomiast pod względem powierzchni na miejscu 61.).